# Palais des Finances de Cluj-Napoca
Le Palais des Finances de Cluj-Napoca (en roumain Palatul de Finanțe : L'Hôtel des Finances) de Cluj-Napoca, situé dans la Piața Avram Iancu, a été construit en 1880 selon les plans de l'architecte Friedrich Mätz. Le bâtiment n'a jamais changé de destination depuis son édification.